# GEM Live Mixture 2015 〜2nd Anniversary〜
GEM Live Mixture 2015 〜2nd Anniversary〜（ジェム・ライブ ミクスチャーにせんじゅうご セカンド・アニバーサリー）は、2015年11月25日に発売されたGEMのライブ・ビデオである。

## 解説
2015年6月28日に東京・赤坂BLITZで行われた、グループ結成2周年記念ライブの模様を収録したGEM唯一の映像作品集。
本公演の開催概要は2015年4月25日に行われた『GEM Live Mixture 2015 〜Step Forward〜』の名古屋・ボトムライン公演で発表された。この日の公演では「No Girls No Fun」「You You You」「Delightful Days」の3曲が初披露されており、本公演でもセットリストに加えられている。
当日はわーすたがオープニングアクトとして出演し、「ちいさな ちいさな」「らんらん・時代」の2曲を歌唱したが、本ディスクにはその模様は収録されていない。
本公演終了後に伊藤千咲美は「（今回のライブも）私としては正直納得が出来るものではなかった。他のメンバーについて行けない自分がいて、もっともっとスキルアップしなければいけないと痛感させられた。」と心情を吐露。この翌週の7月5日に新木場STUDIO COASTで開催された『アイドル横丁夏まつり!!2015』への出演を最後に、伊藤はGEMメンバーとしての活動休止を発表する。そして同年10月3日にららぽーと柏の葉で行われた「Baby, Love me!」発売記念ミニライブ&握手会で復帰し、3か月間の成長ぶりを見せつけた。
| 日付                       | 2015年6月28日（日曜日） |
| 会場                       | 赤坂BLITZ               |
| 開場／開演 （いずれもJST） | 12:45／13:30            |

## 収録曲
1. Girls Entertainment Overture
2. Star Shine Story
開催時期が7月に入る前だったこともあってか、歌唱後に金澤有希が「1曲しかやってないけど暑いねーっ!」と言う一幕も[5]。
3. Delightful Days
金澤、南口、小栗、村上、武田、伊山、平野のユニット曲[4]。
4. Like A Heartbeat
5. You You You
伊藤、森岡、熊代、村上、武田のユニット曲[4]。
6. No Girls No Fun
金澤、森岡、小栗、村上、武田、伊山、平野のユニット曲[4]。
7. Do You Believe?
8. きっと For You! 〜piano ver.〜
伊藤と武田のユニット曲[5]。元々は伊藤・小栗・武田がストリート生時代に所属していたw-Street NAGOYA（後の「なごやちゅ〜ぶ♥」）の持ち歌の一つ[14]。
9. Speed up 〜2nd Anniversary ver.〜
自身初のオリジナル曲の一つ。本公演のためにリミックスされたヴァージョンで披露[15]。
2016年1月9日に横浜プレミアホールで開催された『GEM Event Mixture 2016 〜NEW YEAR PARTY〜』[16]で発表された、「S.P.C[注 4]会員がGEMのライブで聴きたい曲ランキング」では、本ヴァージョンが5位にランクインした[注 5]。
10. Do it Do it
11. BFF
12. オネガイMoonlight
13. Can't Stop Loving
14. Just! Call Me
15. We're GEM!
16. The Brand-New Girl
GEM結成後の2013年8月30日に初披露されたオリジナル曲の一つ[19]。先述のシングル「Baby, Love me!」のカップリングで初CD化されている。
17. Do You Believe?（encore）
18. We're GEM!（encore）

特典映像
- Making of Live Mixture 2015 〜2nd Anniversary〜（Blu-ray盤のみ収録）